# Liste von Zwischenfällen mit der Convair CV-440
Die Liste von Zwischenfällen mit der Convair CV-440 zeigt eine Übersicht über die Zwischenfälle mit Todesfolge oder Totalschaden von Flugzeugen des Typs Convair CV-440. Von diesem Typ waren 178 Exemplare neu gebaut worden, 153 davon an Luftfahrtgesellschaften, sowie viele aus Convair CV-340 umgerüstet.
(Zu Zwischenfällen der umgebauten Turboprop-Varianten CV-580 + CV-640 siehe Artikel Convair CV-340)

Vom Erstflug 1955 bis Mai 2023 kam es mit Convair CV-440 zu 58 Totalschäden, einschließlich militärischer Betreiber. Bei 22 davon kamen 331 Menschen ums Leben. Vollständige Liste:

## 1950er-Jahre
- Am 15. Juli 1956 befand sich eine fabrikneue Convair CV-440 der schweizerischen Luftfahrtgesellschaft Swissair (Luftfahrzeugkennzeichen HB-IMD) auf ihrem Überführungsflug in die Schweiz. Von Gander kommend stürzte sie im Anflug auf den Flughafen Shannon ab, als die Endanflugkurve sehr tief und zu steil geflogen wurde und es zum Strömungsabriss kam. Die vier Besatzungsmitglieder, drei Amerikaner und ein Schweizer, starben. Als beitragender Unfallfaktor wurde Übermüdung ermittelt (siehe auch Flugunfall der Swissair bei Shannon).[2][3]

- Am 18. September 1957 wurde eine Convair CV-440-62 der brasilianischen REAL Transportes Aéreos (PP-AQE) am Flughafen Montevideo (Uruguay) 1030 Meter vor der Landebahn in den Boden geflogen. Die Maschine wurde nach Sichtflugregeln geflogen, geriet aber im Anflug in Nebel. Das Flugzeug wurde zerstört. Von den 35 Insassen wurde ein Besatzungsmitglied getötet, die anderen sowie sämtliche 30 Passagiere überlebten.[4]

- Am 16. Juni 1958 verunglückte eine Convair CV-440-59 der brasilianischen Cruzeiro do Sul (PP-CEP) im Anflug auf den Flughafen Curitiba (Parana, Brasilien). Das Flugzeug wurde durch sehr starke Fallböen zu Boden gedrückt. Von den 26 Insassen kamen alle 5 Besatzungsmitglieder sowie 16 der 21 Passagiere ums Leben.[5]

## 1960er-Jahre
- Am 21. November 1961 wurde eine Convair CV-440/C-131E der United States Air Force (USAF) (Luftfahrzeugkennzeichen 55-4750) im Endanflug auf die Tinker Air Force Base (Oklahoma, USA) vor der Landebahn aufgesetzt. Die Maschine durchschlug einen Zaun und zerbrach in der Mitte des Rumpfes. Propeller und Triebwerke wurden abgerissen. Alle 12 Insassen überlebten den Unfall.[6]

- Am 12. Oktober 1962 wurde eine Convair CV-440 der spanischen Iberia (EC-ATB) auf dem Flug von Valencia nach Sevilla gegen einem Berg in der Nähe von Carmona (Andalusien) geflogen, 25 Kilometer ostsüdöstlich des Startflugplatzes. Durch diesen CFIT (Controlled flight into terrain) wurden alle 18 Insassen getötet, vier Besatzungsmitglieder und 14 Passagiere.[7][8]

- Am 4. Februar 1963 kam es an einer Convair CV-440/C-131E der United States Air Force (USAF) (55-4758) kurz nach dem Start zu Triebwerksproblemen, woraufhin ein Triebwerk abgestellt wurde. Der Kommandant entschied, 6,5 Kilometer südöstlich der Hill Air Force Base (Utah, USA) eine Notlandung durchzuführen, bei der das Flugzeug in eine Senke geriet und irreparabel beschädigt wurde. Von den 20 Insassen kam ein Besatzungsmitglied ums Leben.[9]

- Am 20. November 1964 ereignete sich beim Landeanflug einer Convair CV-440 der schwedischen Linjeflyg (SE-CCK) auf den Flugplatz Ängelholm ein tödlicher Unfall. Die Maschine sank viel zu früh und verfehlte die Landebahn um rund zwei Kilometer. Dabei kamen 31 der 43 an Bord befindlichen Personen ums Leben, darunter vier Crew-Mitglieder (siehe auch Linjeflyg-Flug 267).[10][11]

- Am 31. März 1965 kam es bei einer Convair CV-440 der Iberia (EC-ATH) auf dem Flug von Malaga zum Flughafen Tanger 18 Kilometer westlich des Zielflughafens aus unbekannter Ursache zum Strömungsabriss und Absturz ins Meer. Von den 53 Insassen konnten nur drei überlebende Passagiere aus dem Meer gerettet werden (siehe auch Flugunfall der Iberia bei Tanger).[12][13]

- Am 23. Juli 1965 brach an einer Convair CV-440 der US-amerikanischen Allegheny Airlines (N8415H) nach dem Start ein Feuer im Triebwerk Nr. 2 (rechts) aus; es wurde abgestellt. Bei der Rückkehr zum Flughafens Williamsport (Pennsylvania, USA) kollidierte die Maschine mit dem Kamm eines Bergrückens, 600 Fuß (180 Meter) über der Landebahnhöhe und 9 Kilometer nordöstlich des Startflughafens. Als Unfallursache wurde das Versäumnis der Besatzung festgestellt, die richtigen Verfahren für einen Triebwerksausfall beim Start anzuwenden. Alle 40 Insassen, vier Besatzungsmitglieder und 36 Passagiere, überlebten den Unfall.[14]

- Am 28. Januar 1966 stürzte eine aus Frankfurt kommende Convair CV-440 der Lufthansa (D-ACAT) kurz hinter dem Flughafen Bremen bei einem misslungenen Durchstartmanöver ab. Alle 46 Insassen kamen ums Leben (siehe auch Lufthansa-Flug 005).[15]

- Am 29. November 1966 fiel bei einer Convair CV-440 der US-amerikanischen Allegheny Airlines (N3414) während des Startlaufs auf dem Flughafen Harrisburg (Pennsylvania, USA) das gesamte elektrische System aus. Ursache war ein bei der Wartung falsch eingebautes Heizungselement. Der Start wurde abgebrochen, aber die Propeller ließen sich aufgrund des Fehlers nicht auf Umkehrschub verstellen. Die Maschine überrollte das Startbahnende und kollidierte mit einem Mast der Anflugbefeuerung. Sie wurde irreparabel beschädigt. Alle 16 Insassen, vier Besatzungsmitglieder und 12 Passagiere, überlebten den Unfall.[16]

- Am 10. Februar 1967 wurde eine Convair CV-440-11 der Swissair (HB-IMF) 9,5 Kilometer westlich des Startflughafens Zürich-Kloten (Schweiz) in den Berg Lägern geflogen. Nach dem Start von der Piste 28 auf einem Trainingsflug prallte die Maschine in den wolkenverhangenen Höhenrücken. Bei diesem CFIT (Controlled flight into terrain) wurden alle 4 Besatzungsmitglieder, die einzigen Insassen, getötet.[17]

- Am 4. Februar 1969 verunglückte eine Convair CV-440 der jugoslawischen JAT – Jugoslovenski Aerotransport (YU-ADL) bei der Landung auf dem Flughafen Titograd (Jugoslawien). Alle Insassen überlebten. Das Flugzeug wurde zerstört.[18]

- Am 1. November 1969 verunglückte eine Convair CV-440 (SE-BSU) der Linjeflyg während eines Ausbildungsflugs auf dem Flughafen Stockholm/Arlanda. Bei einem simulierten Triebwerksausfall geriet die Maschine außer Kontrolle; es kam zu einer Bruchlandung. Alle vier Piloten an Bord blieben unverletzt, aber das Flugzeug wurde zum wirtschaftlichen Totalschaden.[19]

## 1970er-Jahre
- Im Mai 1971 (genaues Datum unbekannt) wurde eine Convair CV-440-0 der jugoslawischen JAT – Jugoslovenski Aerotransport (Luftfahrzeugkennzeichen YU-ADO) auf dem Flughafen Titograd (Jugoslawien) mit eingefahrenem Fahrwerk gelandet. Alle Insassen überlebten die Bauchlandung. Das Flugzeug wurde irreparabel beschädigt. Es handelte sich um die frühere D-ADIL der Condor (1958 bis 1961), danach von 1961 bis 1968 als D-ACEK bei der Lufthansa im Einsatz.[20]

- Am 16. Dezember 1971 schlug eine Convair CV-440-11 der jugoslawischen Pan Adria Airways (YU-ADV) in einem Feld auf. Die Piloten hatten versucht, unter Instrumentenflugbedingungen auf dem Flughafen Triest (Italien) zu landen. Diesen CFIT (Controlled flight into terrain) überlebten alle 22 Insassen. Das Flugzeug wurde irreparabel beschädigt.[21]

- Am 10. Juni 1973 wurde eine Convair CV-440, die von einer US-amerikanischen Gesellschaft für Air Cambodge (N999JZ) betrieben wurde, auf dem Flughafen Phnom Penh-Pochentong (Kambodscha) irreparabel beschädigt. Über Personenschäden ist nichts bekannt.[22]

- Am 21. Dezember 1973 streifte eine Convair CV-440 der bolivianischen TAM – Transporte Aéreo Militar (TAM-47) im Anflug auf den Flughafen Talara (Peru) Bäume und stürzte ab. Von den 9 Insassen wurden 6 getötet, ein Passagier und zwei Besatzungsmitglieder überlebten den Unfall.[23]

- Am 13. März 1974 wurde eine Convair CV-440 der US-amerikanischen Sierra Pacific Airlines (N4819C) nach dem nächtlichen Start vom Eastern Sierra Regional Airport bei Bishop (Kalifornien) (Inyo County, USA) 8,3 Kilometer südöstlich des Startflughafens in den Bergkamm Poleto Ridge geflogen.[24] Der Unfall ereignete sich bei exzellenten Wetterbedingungen ohne technische Auffälligkeiten an der Maschine. Bei diesem CFIT (Controlled flight into terrain) wurden alle 36 Insassen getötet, vier Besatzungsmitglieder und 32 Passagiere.[25]

- Am 7. Januar 1975 entstand 30 Minuten nach dem Start an einer Convair CV-440-59 der bolivianischen Frigorificos Movima (CP-961) im Triebwerk Nr. 2 (rechts) eine Treibstoffleckage. Weil die Maschine bei der Rückkehr sehr schnell an Höhe verlor und das Funkfeuer San Borja defekt war, wurde eine Sicherheitslandung 45 Kilometer südöstlich des Flughafens San Borja (Bolivien) durchgeführt. Dabei wurde das Flugzeug irreparabel beschädigt. Alle sieben Insassen, drei Besatzungsmitglieder und vier Passagiere, überlebten den Unfall.[26]

- Am 26. März 1975 wurde mit einer Convair CV-440-86 der bolivianischen Servicio Aéreo San Francisco (CP-1078) bei der Landung auf dem 2515 Meter hoch gelegenen Flugplatz Cerdas (Departement Potosí, Bolivien) eine Bauchlandung mit eingefahrenem Fahrwerk gemacht. Dabei wurde das Flugzeug irreparabel beschädigt. Alle drei Besatzungsmitglieder, die einzigen Insassen auf dem Flug, überlebten den Unfall.[27]

- Am 27. Oktober 1975 wurde eine Convair CV-440 der bolivianischen TAM – Transporte Aéreo Militar (TAM-44) nach dem Start vom Flugplatz in Tohomonoco (Bolivien) in die Berge von Cerro Colorado geflogen. Der nur rund 150 km lange Flug sollte zum Flughafen La Paz-El Alto führen. Da die Maschine stark überladen war, gelang es nicht, über die Berge nordöstlich von La Paz zu steigen. Bei diesem CFIT (Controlled flight into terrain) wurden alle 67 Insassen getötet, vier Besatzungsmitglieder und 63 Passagiere. Es war der schwerste Unfall einer Convair CV-440 in ihrer über 65-jährigen Geschichte, gemessen an der Zahl der Todesopfer.[28]

- Im Jahr 1976 (genaues Datum unbekannt) wurde eine Convair CV-440-86 der bolivianischen Servicio Aéreo San Francisco (CP-1008) an einem unbekannten Ort in Bolivien irreparabel beschädigt. Über Personenschäden ist nichts bekannt.[29]

- Am 30. Oktober 1976 verunglückte eine Convair CV-440-88 der US-amerikanischen OMCO Petroleum Co. (N985) beim Start vom Flughafen Kairo (Ägypten). Die Maschine fing Feuer und wurde zerstört. Alle Insassen überlebten den Unfall.[30]

- Am 19. Januar 1977 überrollte eine Convair CV-440-86 der bolivianischen North East Bolivian Airways (NEBA) (CP-925) beim Start auf dem Flugplatz La China (Bolivien) das Startbahnende und wurde irreparabel beschädigt. Die CV-440 hatte ihren Start unter Bedingungen begonnen, die ihre Leistungsgrenzen überschritten: die Länge der Startbahn, das Startgewicht des Flugzeugs und die Umgebungstemperatur. Alle vier Besatzungsmitglieder, die einzigen Insassen auf dem Frachtflug, überlebten den Unfall.[31]

- Am 3. Februar 1977 fiel während des Reiseflugs einer Convair CV-440-11 der bolivianischen Servicio Aéreo San Francisco (CP-1314) das Triebwerk Nr. 2 (rechts) aus. Trotz maximaler Leistung und Wassereinspritzung auf dem verbliebenen Triebwerk Nr. 1 konnte die Höhe nicht gehalten werden. Es kam zu einer Bruchlandung in einem Sumpf. Die Untersuchung zeigte, dass die Maschine mit einem über dem Limit liegenden Startgewicht vom Flughafen San Francisco (Moxos) (Bolivien) gestartet war. Außerdem hatte der Flugingenieur keine Lizenz und der Passagier war nicht auf dem offiziellen Ladungsmanifest eingetragen. Alle vier Insassen auf dem Frachtflug, davon drei Besatzungsmitglieder, überlebten den Unfall.[32]

- Am 27. April 1977 fiel an einer Convair CV-440 der guatemaltekischen Aviateca (TG-ACA) nach dem Start vom Flughafen Guatemala-Stadt das Triebwerk Nr. 1 (links) wegen Ölmangels aus. Da der Propeller nicht in die Segelstellung gebracht werden konnte, wurde eine Notlandung in unwegsamem Gelände durchgeführt. Dabei wurde das Flugzeug irreparabel beschädigt. Die Ursache für den massiven Ölverlust lag darin, dass Motorzylinder und Öl-Hochdruckschlauch nach der Wartung nicht korrekt wieder angeschlossen worden waren. Alle 28 Insassen, sechs Besatzungsmitglieder und 22 Passagiere, überlebten den Unfall.[33]

- Am 24. Januar 1978 zwangen Triebwerksprobleme mit dem Motor Nr. 2 (rechts) an einer Convair CV-440 der bolivianischen TAM – Transporte Aéreo Militar (TAM-45) die Piloten, zum Startflugplatz San Ramón (Bolivien) umzukehren. Bei der Notlandung kam die Maschine von der Landebahn ab, geriet in einen Graben und wurde irreparabel beschädigt. Alle Insassen überlebten den Unfall, allerdings wurde eine Person am Boden getötet.[34]

- Am 12. Mai 1978 fiel an einer Convair CV-440-86 der US-amerikanischen Argosy Airlines (N9302) eines der beiden Triebwerke aus, das andere verlor an Leistung. Bei Shippingport (Pennsylvania, USA) wurde eine Notwasserung im Ohio River durchgeführt. Alle drei Besatzungsmitglieder, die einzigen Insassen, überlebten den Unfall.[35]

- Am 14. Juli 1978 stürzte eine Convair CV-440 der US-amerikanischen 09 Charlie Inc. (N4809C) vor der Insel South Caicos (Turks- und Caicosinseln) in den Atlantischen Ozean. Über Personenschäden ist nichts bekannt.[36]

- Am 6. September 1978 kam es mit einer Convair CV-440-86 der bolivianischen North East Bolivian Airways (NEBA) (CP-924) nach einem Triebwerksausfall nahe dem Flugplatz El Desengano (Bolivien) zu einem Strömungsabriss. Das Flugzeug wurde irreparabel beschädigt. Über Personenschäden ist nichts bekannt.[37]

- Am 16. April 1979 verunglückte eine Convair CV-440 des US-amerikanischen Besitzers Jose Benitez (N94480) nach einem Triebwerksausfall bei der Landung auf dem Flughafen Key West (Florida, USA). Das Flugzeug wurde irreparabel beschädigt. Beide Besatzungsmitglieder, die einzigen Insassen, überlebten den Unfall.[38]

- Am 26. August 1979 wurden mit einer Convair CV-440 der US-amerikanischen Cornerstone Construction Inc. (N14478) aufgrund von Problemen beim Ausfahren des rechten Hauptfahrwerks auf dem Flughafen San Juan (Puerto Rico, USA) zwei Touch-and-Go-Landungen durchgeführt. Der Kapitän entschied sich dann für eine Bauchlandung. Dabei wurde das Flugzeug irreparabel beschädigt. Alle drei Insassen, die beiden Besatzungsmitglieder und ein Passagier, überlebten den Unfall. Die drei Insassen wurden gesehen, wie sie aus dem Flugzeug wegrannten. Vermutlich handelte es sich um einen Schmuggelflug.[39]

- Am 24. November 1979 brach an einer Convair CV-440-86 der US-amerikanischen Mackey International Airlines (N444JM) während des Steigflugs ein Feuer im Fahrwerkschacht des rechten Hauptfahrwerks aus. Der Kapitän entschied auf Rückkehr zum Flughafen Freeport-Grand Bahama (Bahamas). Im Anflug brach das rechte Triebwerk von der Tragfläche ab. Bei der Landung geriet die Maschine von der Landebahn ab und kam 70 Meter links von der Landebahnmittellinie im Wasser zum Stillstand. Alle 46 Insassen, drei Besatzungsmitglieder und 43 Passagiere, überlebten den Unfall.[40]

## 1980er-Jahre
- Im Jahr 1980 (genaues Datum unbekannt) wurde eine Convair CV-440-38 der US-amerikanischen Farm-Kem Inc. (Luftfahrzeugkennzeichen N102US) bei der Landung an einem unbekannten Ort irreparabel beschädigt. Über Personenschäden ist nichts bekannt. Es handelte sich um Flug zum Drogenschmuggel.[41]

- Am 11. Januar 1980 stürzte eine Convair CV-440-11 der bolivianischen Carga Aéreo Transportada (CP-1358) kurz nach dem Start vom Flugplatz Camiare bei Santa Ana del Yacuma (Bolivien) ab und schlug 400 Meter hinter dem Startbahnende auf. Personen kamen nicht zu Schaden. Das Flugzeug wurde irreparabel beschädigt.[42]

- Im April 1980 (genaues Datum unbekannt) wurde eine Convair CV-440 des US-amerikanischen Besitzers Alberto Morales (N94436) an einem unbekannten Ort irreparabel beschädigt. Nähere Einzelheiten sind derzeit nicht verfügbar. Über Personenschäden ist nichts bekannt.[43]

- Am 20. Mai 1981 wurde eine Convair CV-440-11 der mexikanischen Aero Leon (XA-HEK) in einer Höhe von 8867 Fuß (2700 Metern) gegen den Berg Pinarete geflogen. Die Maschine befand sich auf dem Flug von Puerto Escondido nach Oaxaca. Durch diesen CFIT (Controlled flight into terrain) wurden alle 18 Insassen getötet, drei Besatzungsmitglieder und 15 Passagiere.[44]

- Am 4. Juni 1981 mussten die Piloten einer Convair CV-440/C-131E der US-amerikanischen Command Aviation (N121CA) nach einem Ausfall des Triebwerks Nr. 2 (rechts) zum Ausgangspunkt zurückkehren, dem Flughafen Dillingham (Alaska, USA). In der Platzrunde überschoss das Flugzeug die Endanflugkurve, schwankte dreimal und prallte 0,5 Meilen vor der Landebahn 01 gegen Bäume. Alle drei Insassen, die beiden Besatzungsmitglieder und ein Passagier, überlebten den Unfall.[45]

- Am 17. Januar 1982 fiel beim Start einer Convair CV-440-75 der US-amerikanischen Island Airlines Hawaii (N21DR) vom Flughafen Honolulu (Hawaii, USA) in einer Höhe von 30 Metern das Triebwerk Nr. 2 (rechts) aus. Das Flugzeug verlor an Höhe und musste notgewassert werden. Alle drei Besatzungsmitglieder, die einzigen Insassen auf dem Frachtflug, überlebten den Unfall.[46]

- Am 5. Mai 1982 kam es mit einer Convair CV-440 der bolivianischen Transportes Aéreos Unidos (CP-1725) nach dem Start vom Flughafen La Paz-El Alto (Bolivien) zu einem Schubverlust. Nach einem Strömungsabriss stürzte die Maschine zu Boden. Alle vier Insassen, drei Besatzungsmitglieder und ein Passagier, überlebten den Unfall.[47]

- Am 25. August 1982 wurde eine Convair CV-440 der US-amerikanischen Air Resorts Airlines (N477KW) trotz schlechten Wetters weiter unter Sichtflugbedingungen und deshalb in einen Berg geflogen. Der Unfall ereignete sich in 3.570 Metern (11.700 Fuß) Höhe am Wolf Creek Pass in Colorado (USA). Bei diesem CFIT (Controlled flight into terrain) wurde das Flugzeug zerstört. Es handelte sich um die ehemalige D-ACEF der Lufthansa (1954–1969). Beide Piloten, die einzigen Insassen, überlebten.[48]

- Am 22. Oktober 1984 wurde eine Convair CV-440 der bolivianischen TAM – Transporte Aéreo Militar (TAM-46) bei einer Notlandung im Endanflug auf den Flughafen La Paz-El Alto (Bolivien) irreparabel beschädigt. Alle Besatzungsmitglieder, die einzigen Insassen auf dem Frachtflug, überlebten den Unfall.[49]

- Am 16. Dezember 1984 geriet an einer Convair CV-440-62 der US-amerikanischen Air Resorts Airlines (N44828) das Triebwerk Nr. 2 (rechts) außer Kontrolle. Im Anflug für eine Notlandung auf dem Flugplatz Jasper-Walker County (Alabama, USA) fing es Feuer, kurz danach kam es zu Fehlzündungen am verbliebenen Triebwerk Nr. 1. Nach dem Aufsetzen platzten die Reifen des rechten Hauptfahrwerks, so dass die Convair von der Landebahn abkam und in einen Graben stürzte, wodurch das Fahrwerk zusammenbrach. Da es am Flugplatz keine Feuerwehr gab, wurde das Flugzeug anschließend durch Feuer zerstört. Alle 39 Insassen, fünf Besatzungsmitglieder und 34 Passagiere, überlebten den Unfall.[50]

- Am 20. April 1985 stürzte eine Convair CV-440-35 der bolivianischen Carga Aéreo Transportada (CP-1489) im Steigflug ab, nachdem die Piloten die Kontrolle über das Flugzeug verloren hatten. Unmittelbar nach dem Abheben vom Flughafen Santa Rosa (Bolivien) war das Triebwerk Nr. 2 (rechts) ausgefallen. Alle 4 Insassen, drei Besatzungsmitglieder und ein Passagier, kamen ums Leben.[51]

- Im November 1989 (genaues Datum unbekannt) fiel an einer Convair CV-440-38 der Correos de México (XA-NAU) ein Triebwerk aus. Es kam zu einer Bruchlandung in einem Feld nahe dem Flughafen Toluca (Mexiko). Das Flugzeug wurde in Brand gesteckt und zerstört. Personen kamen nicht zu Schaden.[52]

## 1990er-Jahre
- Am 21. August 1992 wurde eine Convair CV-440-80 der bolivianischen SASA – Servicios Aéreos Santa Ana (Luftfahrzeugkennzeichen CP-1961) im Sinkflug auf den Flughafen La Paz-El Alto (Bolivien) in einer Höhe von 15.000 Fuß (4.570 Metern) gegen den 5.421 Meter hohen Berg Chacaltaya geflogen. Durch diesen CFIT (Controlled flight into terrain) wurden alle 10 Insassen getötet, drei Besatzungsmitglieder und 7 Passagiere.[53]

- Am 20. Februar 1993 stürzte eine Convair CV-440-11 der panamaischen Cargo Three Panama (HP-1200CTH) 3 Kilometer westlich des Flughafens Bogotá-El Dorado (Kolumbien) auf ein Feld. Aufgrund eines Triebwerksbrandes hatten die Piloten versucht, zurückzukehren. Beide Piloten, die einzigen Insassen auf dem Frachtflug, kamen ums Leben.[54]

- Am 14. September 1993 bemerkte die Besatzung einer Convair CV-440 der bolivianischen SASA – Servicios Aéreos Santa Ana (CP-2256) zwei Stunden nach dem Start von Lima den Geruch von Kompassflüssigkeit und stellte fest, dass der Magnetkompass ausgefallen war. Da sie aufgrund von Nebelbänken ihre Position nicht bestimmen konnte und es zu Fehlzündungen der Triebwerke kam, machte sie im Distrikt Colquemarca (Peru) eine Notlandung als Bauchlandung in offenem Gelände. Alle drei Besatzungsmitglieder, die einzigen Insassen, überlebten den Unfall. Das Flugzeug wurde irreparabel beschädigt.[55]

- Am 3. November 1993 brach kurz nach dem Start einer Convair CV-440 der bolivianischen CAMBA (CP-2212) vom Flughafen Santa Rosa (Bolivien) ein Feuer im Triebwerk Nr. 1 (links) aus. Nach der erforderlichen Notlandung wurde das Flugzeug durch den Brand zerstört. Alle drei Besatzungsmitglieder, die einzigen Insassen auf dem Frachtflug, überlebten den Unfall.[56]

- Am 18. März 1995 verlor eine Convair CV-440 der US-amerikanischen Gulf & Caribbean Cargo, gemietet von Winemiller Aviation (N137CA) im Anflug auf den Flughafen Cap-Haïtien (Haiti) den Hydraulikdruck. Nach dem Aufsetzen wurde mit dem druckluftbetriebenen, aber kaum regelbaren Notbremssystem gebremst, woraufhin die Bremsen des linken Hauptfahrwerks blockierten. Die Reifen platzten, das Flugzeug kippte nach links und kam von der Landebahn ab. Es kollidierte dann mit einer Sikorsky UH-60 Black Hawk, die etwa 12 Meter vom Rand der Landebahn entfernt geparkt war. Alle 31 Insassen, zwei Besatzungsmitglieder und 29 Passagiere, überlebten den Unfall.[57]

- Am 22. Mai 1995 kam es an einer Convair CV-440 der bolivianischen SASA – Servicios Aéreos Santa Ana (CP-2142) im Steigflug nach dem Start vom Flughafen San Borja (Bolivien) zu einem Strömungsabriss im Kompressor. Während der Rückkehr schlug die Maschine bei der Landung mit dem Bug nach unten auf. Von den 4 Insassen wurde der einzige Passagier getötet.[58]

- Am 27. Juni 1995 traten bei einer Convair CV-440-98 der US-amerikanischen Salair (N356SA) während des Steigflugs Probleme auf. Beim Versuch der Rückkehr zum Flughafen Santo Domingo-Las Américas (Dominikanische Republik) stürzte die Maschine 70 Kilometer östlich davon bei La Romana ab. Beide Besatzungsmitglieder, die einzigen Insassen auf dem Frachtflug, kamen ums Leben.[59]

- Am 4. Januar 1996 kam es mit einer Convair CV-440 der US-amerikanischen Salair (N358SA) zu einer Bruchlandung in einem Feld nahe dem Flughafen Spokane (Bundesstaat Washington, USA). Bei der vom Flugplatz Phoenix-Deer Valley (Arizona, USA) gestarteten Maschine waren wegen Treibstoffmangels beide Triebwerke ausgefallen. Unfallursachen waren unsachgemäßes Management des Kraftstoffsystems sowie falsche Anzeigen der Kraftstoffmenge im Cockpit. Das Flugzeug wurde irreparabel beschädigt. Beide Besatzungsmitglieder, die einzigen Insassen auf dem Positionierungsflug, überlebten den Unfall.[60]

- Am 5. Februar 1996 verunglückte eine Convair CV-440/C-131E der US-amerikanischen Business Air Connection (N131T) beim Start einen Kilometer südöstlich des Flugplatzes St. Johns (Arizona, USA). Beim Versuch, vom 1749 Meter (5737 Fuß) hoch gelegenen Flugplatz zu starten, hob die Convair zwar ab, blieb aber im Bodeneffekt mit einem übermäßig hohen Anstellwinkel. Das Flugzeug prallte gegen den Begrenzungszaun, eine Mauer und Stromleitungen; es stürzte dann auf eine Weide und fing Feuer. Die Maschine wurde mit einer Betriebsgenehmigung geflogen, die die Beförderung von Fracht oder Passagieren ausschloss. Sie war jedoch beladen mit medizinischer und feuerwehrtechnischer Ausrüstung, sechs 55-Gallonen-Fässern mit Öl, Sperrholzplatten, zwei rollbaren Werkzeugschränken, Ersatzteilen, einer Ground Power Unit und Bleibatterien nach Chetumal (Mexiko). Der Pilot hatte nur 8 Stunden Flugerfahrung auf diesem Typ. Als Unfallursachen wurden festgestellt: die unzureichende Flugplanung und -vorbereitung durch den ersten Piloten (PIC), seine Versäumnisse, sicherzustellen, dass das Flugzeug innerhalb der zulässigen Grenzen ordnungsgemäß beladen war, die richtige Klappenstellung für den Start zu verwenden, die Starthilfe ADI (Antidetonation Injection) zu verwenden und sein daraus resultierendes Versäumnis, nach dem Start eine ausreichende Fluggeschwindigkeit für den Steigflug zu erreichen. Alle 4 Insassen, zwei Besatzungsmitglieder und zwei Passagiere, wurden getötet.[61]

## 2000–2009
- Am 12. Juli 2004 kam es in einer Convair CV-440 der US-amerikanischen Dodita Air Cargo (Luftfahrzeugkennzeichen N4826C) zu einem Feuer im rechten Triebwerk, welches schließlich von der Tragfläche abbrach. Die beiden Piloten, die einzigen Insassen auf dem Frachtflug, bereiteten sich auf eine Notwasserung vor, die dann 54 Kilometer südlich des Flughafens Beef Island (Britische Jungferninseln) stattfand. Der Erste Offizier gab dem Kapitän eine Schwimmweste, legte seine eigene an und öffnete sein Cockpitfenster. Der Kapitän wollte jedoch weder seine Weste anlegen noch sein Fenster öffnen. Daher ging er mit dem Flugzeug unter, während der Erste Offizier gerettet wurde (siehe auch Flugunfall einer Convair CV-440 der Dodita Air Cargo).[62]

## 2010–2019
- Am 15. März 2012 stürzte eine Convair CV-440-38 von Jet One Express (Luftfahrzeugkennzeichen N153JR) nach dem Start vom Flughafen San Juan (Puerto Rico) nach Ausfall eines Triebwerkes ab. Beide Piloten (die einzigen Insassen) wurden getötet. Die Maschine war um rund 3500 Kilogramm überladen, der Kapitän übermüdet und der Erste Offizier recht unerfahren.[63]

- Am 11. September 2019 verunglückte eine auf einen privaten Betreiber zugelassene Convair CV-440 (N24DR) beim Anflug auf den Flughafen Toledo Express in Ohio (USA). Die Frachtmaschine stürzte im Landeanflug einen Kilometer vor der Landebahn ab. Die beiden an Bord befindlichen Personen kamen ums Leben.[64]